# Festival de la Solidaridad Latinoamericana
El Festival de la Solidaridad Americana (luego recordado como Festival de la Solidaridad Latinoamericana), fue un festival de rock realizado en Buenos Aires el 16 de mayo de 1982, durante la guerra de las Malvinas, que reunió al menos unas 70 000 personas, con el fin de reclamar paz, fortalecer la solidaridad hispanoamericana y reunir vituallas para los soldados en el frente.
Fue realizado en la cancha de rugby y hockey sobre césped del Club Atlético Obras Sanitarias, bajo el lema «mucho rock por algo de paz» y reunió a las principales figuras del llamado rock nacional argentino, como León Gieco, Charly García, Luis Alberto Spinetta, Raúl Porchetto, Juan Carlos Baglietto, etc, entre otros.
El festival tuvo un gran impacto histórico y cultural, abriendo un período de masificación del rock argentino, luego de ser perseguido y sospechado durante la dictadura autodenominada Proceso de Reorganización Nacional. El acontecimiento ha dado lugar a un fuerte debate sobre la significación de la participación de los músicos y el público en el Festival de la Solidaridad.

## Antecedentes
El 24 de marzo de 1976, había tomado el poder una dictadura cívico-militar que impuso un régimen basado en el terrorismo de Estado.
En 1982, la dictadura venía sufriendo el acoso de una militancia política, sindical y social cada vez más masiva. En ese contexto, el 2 de abril, el gobierno cívico-militar, tomó la decisión de ocupar las Islas Malvinas. El hecho tuvo un enorme y complejo impacto en Argentina, de aristas contradictorias. Por un lado llevó a la Guerra de Malvinas (que se extendió hasta el 14 de junio), con su secuela de jóvenes muertos y mutilados, improvisación y derrota. Por otro lado desarticuló las alianzas y la ubicación cultural de Argentina en el mapa mundial, alejándola de Estados Unidos y Europa, y acercándola a Iberoamérica y los países del sur, a la vez de llevar al colapso de la dictadura y abrir el camino a la recuperación de la democracia.
En ese contexto, el "rock nacional" argentino, reprimido y sospechado, tendría una explosión de popularidad y difusión masiva por los medios de comunicación, en la que el Festival de la Solidaridad sería uno de los principales acontecimientos.
Una de las primeras medidas luego de la ocupación de las Malvinas, fue la prohibición dictatorial a los medios de difundir música en inglés. Eso tuvo consecuencias imprevistas porque -debido al dominio anglosajón del mercado musical-, las radios, se encontraron casi sin material para transmitir. Eso los llevó a difundir música en español, inhabitual antes de 1982, descubriendo que el rock nacional (y el llamado "folklore") tenía una gran capacidad y una enorme producción marginada de los circuitos comerciales y de los medios con mayor difusión.

Las radios no tenían qué carajo difundir (al haberse prohibido la música cantada en inglés), y ahí empezó a gestarse una sobredosis de grabaciones en español, entre las cuales cayeron buenos artistas de rock argentino, artistas mediocres de rock argentino, y artistas arribistas y horribles de rock argentino.
Gloria Guerrero (autora de

La difusión masiva de música en español por los medios de comunicación, aumentó en pocos días la adhesión popular al rock nacional, sobre todo entre los jóvenes, y las discográficas y los artistas se vieron desbordados.

Si hay un suceso político que impacta notoriamente en la vida y desarrollo posterior del rock en español es la Guerra de Malvinas, librada entre Argentina y Gran Bretaña en el año 1982. Es muy curioso que, a partir de ese momento, el rock argentino tiene una oportunidad inédita de renacer y ser promovido como nunca antes.

## El festival
El festival fue organizado por los principales productores del rock argentino: 	Daniel Grinbank, Pity Yñurrigarro, Oscar López y Alberto Ohanian, entre otros. Se organizó para ser realizado en el Estadio Obras Sanitarias, que ya se perfilaba como "templo del rock", con una capacidad para 4.700 personas. Pero la demanda de entradas desbordó los cálculos iniciales, que dos días antes los organizadores decidieron realizar el recital en el campo de rugby y hockey sobre césped del Club Obras Sanitarias, anexo al estadio, que había sido ofrecido gratis por el club.
El 16 de mayo de 1982, día de lluvia, asistieron más de 60.000 jóvenes. La entrada era una prenda de abrigo, cigarrillos o alimentos no perecederos, para ser enviados a los soldados en las Islas.
El recital fue transmitido completo y en directo por un canal de televisión, el Canal 9 y dos radios de máxima audiencia, las FM de Radio del Plata y Radio Rivadavia.
El recital duró cuatro horas y comenzó a las 17. Los picos más altos del festival fueron «Sólo le pido a Dios», un tema censurado que León Gieco había compuesto cuatro años antes cuando las dictaduras argentina y chilena casi llevan a ambos países a la guerra, que quedó como canción emblema de ese momento histórico, «Rasguña las piedras» de Sui Generis, cantado por Charly García y «Algo de paz», tema de Raúl Porchetto, también censurado. Parte de la lista de canciones y los músicos que las interpretaron fue la siguiente:
- Fantasía:

1. El show de los destapados (02:12)
2. Corrientes esquina tango (02:17)
3. Carta a los que pueden cantar (03:05)

- Ricardo Soulé y Edelmiro Molinari:

1. Intro (01:30)
2. El dragón Furente (02:29)
3. Cantar del juglar (02:58)
4. No tengo destino (01:46)

- Pedro y Pablo:

1. La legión interior (05:40)
2. La gente del futuro (04:57)

- Dulces 16:

1. Para tocar rock and roll (03:27)
2. La ley del rock and roll (05:40)
3. Fiesta cervezal (05:51) (con Pappo)

- Rubén Rada

1. Moro-Satragni
2. Nube marrón (04:40)
3. Pensando en el tiempo (05:22)

- Litto Nebbia:

1. La gente que no sabe lo que quiere (02:33)
2. Nueva zamba para mi tierra (04:24)
3. Solo se trata de vivir (04:09)

- Tantor:

1. Oreja y vuelta al ruedo (04:33)
2. Mágico y natural (03:28)

- Luis Alberto Spinetta:

1. Umbral (03:47)
2. Barro tal vez (03:29)
3. Ella también (04:09)

- Nito Mestre:

1. Distinto tiempo (03:09)
2. Hoy tiré viejas hojas (03:27)
3. La colina de la vida (04:51) (con León Gieco)

- León Gieco

1. Solo le pido a Dios (04:37)

- León Gieco y Antonio Tarragó Ros: Chamamé (01:44)

1. El que pierde la inocencia (02:52)
2. León Gieco y Raúl Porchetto:
3. En el fondo (02:23)
4. Raúl Porchetto, Charly García y David Lebón: Sentado en el umbral de Dios (02:58)
5. Charly García y David Lebón: San Francisco y el lobo (03:01)
6. Charly García y David Lebón: Música del alma (04:38)
7. Raúl Porchetto, Charly García y David Lebón: Algo de paz (04:28)
8. Charly García, Nito Mestre, David Lebón, Raúl Porchetto y León Gieco: «Rasguña las piedras» (03:18)

También actuaron los siguientes músicos: Alejandro Medina, Juan Carlos Baglietto, Rubén Basoalto, Miguel Mateos Zas, Javier Martínez, Pasavento, Rinaldo Rafanelli, Ricardo Mollo y Alfredo Toth.
Algunos músicos como Virus y Los Violadores, se negaron a participar del recital, porque consideraban que significaba apoyar a la dictadura y la guerra.